# Diedrich Steilen
Diedrich Steilen (* 16. Juli 1880 in Driftsethe; † 9. Mai 1961 in Bremen) war ein deutscher Pädagoge, Heimatforscher und Mitbegründer des Heimatvereins Vegesack und Umgebung. 

## Biografie
Steilen stammte aus einer Bauernfamilie. Er absolvierte bis 1902 das Lehrerseminar in Northeim und wurde danach Volksschullehrer von 1902 bis 1904 in Einbeck, von 1904 bis 1920 in Vegesack und von 1920 bis 1948 in Bremen. 
Er hatte sich neben seinem Beruf der Heimatpflege verschrieben, weshalb er 1911 mit Gleichgesinnten den Heimatverein für Vegesack, Kreis Blumenthal und Umgebung gründete. Das damals ebenfalls gegründete Heimatmuseum hat seinen Sitz heute im Schloss Schönebeck in Bremen-Vegesack. Er war kein Wissenschaftler aber ein guter Organisator für das Anliegen im Heimatschutz als  Mitglied und von 1940 bis 1961 Vorsitzender des Vereins für Niedersächsisches Volkstum, Mitglied und Ehrenmitglied des Stader Geschichts- und Heimatvereins sowie des Vereins Männer vom Morgenstern in Bremerhaven.
Steilen betreute auch die Heimatbeilage Die Niederweser der Norddeutschen Volkszeitung, die von Johann Friedrich Rohr gegründet worden war. Er arbeitete bei der Zeitschrift Quickborn-Hefte mit und publizierte eine Vielzahl von kleineren und größeren Schriften zum Thema Heimatpflege in den Heimatzeitschriften. Er verfasste 1926 die Geschichte der bremischen Hafenstadt Vegesack. 1934 war er Mitherausgeber der 4. Auflage des Buchenaus (benannt nach Franz Buchenau) zur Freien Hansestadt Bremen. 1940 gab er mit Hinrich Knittermeyer die Serie Bremen, Lebenskreis einer Hansestadt, eine stark politisch gefärbte Heimatkunde, heraus.  

## Ehrungen
- Diedrich-Steilen-Straße in Vegesack (1963)
- Diedrich-Steilen-Straße in Driftsethe

## Werke
- Kirche in Vegesack, Vegesack (1921)
- Geschichte der bremischen Hafenstadt Vegesack, Vegesack o. J. (1926)
- Tagenbaren högt sik Verlag Finck (1949)
- Das niedersächsische Dorf als Lebensgemeinschaft (um 1900) Verlag Niedersächs. Heimatbund (1953)
- Der güldene Reif Verlag Vegesacker Heimatverein (1956)
- Werden und Wachsen des Heimatgedankens in Niedersachsen Niedersächs. Heimatbund; 2. Aufl. (1958)
- Norddeutsche Grabmalkunst Arthur Geist-Verlag, Bremen (1938)